# Comando de Aeródromo A (o) 14/VII
El Comando de Aeródromo A (o) 14/VII (Flieger-Horst-Kommandantur A (o) 14/VII) fue una unidad de la Luftwaffe durante la Segunda Guerra Mundial.

## Historia
Fue formado el 1 de abril de 1944 en Kaufbeuren desde Comando de Defensa de Aeródromo A 13/VII.

## Comandantes
- Mayor Hans Jahnke – (1 de abril de 1944 – 15 de diciembre de 1944)
- Teniente coronel Hermann Bronner – (15 de diciembre de 1944 – 8 de mayo de 1945)

## Servicios
- abril de 1944 – mayo de 1945: en Kaufbeuren bajo el Comando de Base Aérea 11/VII.

## Orden de Batalla

### Unidades adheridas
- Comando de Pista de Aterrizaje Wörishofen